# 水の戒律
『水の戒律』（みずのかいりつ、The Ritual Bath）は、アメリカ合衆国の推理作家、フェイ・ケラーマンによる推理小説。1987年、マカヴィティ賞最優秀処女作賞を受賞した作者のデビュー作で、ピーター・デッカー&リナ・ラザラスシリーズの第1作。

## あらすじ
ロサンゼルスのユダヤ教神学院の敷地内でレイプ事件が発生する。
ロス市内で連続して起きていた未解決のレイプ事件との関連も疑われたが、事件が起こったのは、塀で囲まれ、門には出入り口がある、敬虔なユダヤ人コミュニティで、地元住民はほとんど立ち入らない場所。一向に犯人が捕まらず、住民たちの不安が募る中、事件後に雇われた女性警備員が殺害される。

## 登場人物

### ユダヤ人コミュニティ
リナ・ミリアム・ラザラス (Rina Lazarus)
ユダヤ教神学院の数学教師。26歳。正統派ユダヤ教徒。ミクヴェ（ユダヤ教の清めの儀式のための水浴場）の管理人。2年前に夫イツハクを亡くした未亡人。ヤコブ（またはジェイク、7歳）とシュムエル（またはサミー、8歳）の2人の子供がいる。
両親はビバリーヒルズ在住。3人兄妹の末っ子で、長兄は医師、次兄はイスラエルのサトマル神学院にいる。
サラ・アドラー
リナの友人。子供が4人いる。レイプされる。
ツヴィ・アドラー
サラの夫。
アーロン・シュルマン
ラビ。神学院の院長。法律家でもある。
スティーヴン・ギルバート
ユダヤ教神学院の自然科学教師。30代半ば。本職は公立学校の教師。
マシュー（マット）・ホーソーン
ユダヤ教神学院の人文科学教師。歴史と国語を教える。20代半ばの陽気な青年。本職は公立学校の教師。
モシェ・フェルドマン
神学院の管理人。精神薄弱で、夜になると森を歩き回るくせがある。
かつてはリナの夫イツハクとは親友同士で、律法研究のパートナーだった。家族ぐるみの付き合いだったが、妻が信仰を捨てて婚姻関係の解消を願い出た後からふさぎ込むようになった。
シュロモ・シュタイン
神学生。リナが夫を亡くした後、彼女をデートに誘った。
シュラガ・メンデルゾーン
シュロモ・シュタインの律法研究のパートナー。

### ロサンゼルス市警
ピーター・デッカー
ロサンゼルス市警フットヒル署の刑事。38歳。マージやマイクルと組んで未成年犯罪と性犯罪を担当する。
事件の通報を受け、リナ・ラザラスと知り合い、彼女の美貌と知性に惹かれ、好意を持つ。
マージョリー（マージ）・ダン
デッカーの同僚。大柄な女性。
マイクル・ホランダー
デッカーの同僚。

### その他
フィリス・バーンバウム
シャーマン・オークスに住む女医。サラらユダヤ人コミュニティの女性たちのかかりつけ医。
コリー・シュミット
不良少年。神学院を襲撃したり、買い物に出たリナに嫌がらせをする。
フローレンス・マーリー
レイプ事件発生後、ユダヤ人コミュニティが雇った警備員。30歳。